# Штурса, Ян
Ян Штурса (чеш. Jan Štursa; 15 мая 1880, Нове-Место-на-Мораве — 2 мая 1925, Прага) — чешский скульптор, один из основоположников современной чешской скульптуры.

## Жизнь и творчество
Первым обратил внимание на талант Я. Штурсы его школьный учитель рисования, Ян Шимек. По его рекомендации молодой Штурса поступил в скульптурную школу в Горжице, которую и окончил в 1898 году. Учился у М. Чернила. После этой учёбы он работал в Миттельштейне и в скульптурной мастерской братьев Зейдлеров в Берлине. В 1899 Я. Штурса поступил в пражскую Академию изобразительных искусств, он учился в студии под руководством Йозефа Вацлава Мысльбека. В мастерской Мысльбека появились первые скульптуры Я. Штурсы обнажённой женской натуры. Такого рода бронзовая статуя Z lázně была выставлена скульптором в 1903 году в ректорате Академии. Окончил Академию в 1904 году. С 1908 года и до начала Первой мировой войны Штурса работал в Академии изящных искусств ассистентом Мысльбека.
Во время войны скульптор был призван в армию и первоначально служил в Йиглаве в 81-м полку, после чего был отправлен на фронт, в Галицию. После тяжёлого ранения был эвакуирован на лечение обратно в Йиглаву, где пробыл до 1916 года, когда был освобождён от воинской службы после присвоения ему звания профессора Академии изящных искусств. В Академии он вначале возглавлял класс медалей, в 1919 году он стал преемником Мысльбека, в 1922 году — ректором Академии, и занимал этот пост до 1924 года. Среди его многочисленных учеников был, в частности, Властимил Рада.
25 апреля 1925 года скульптор выставил свою скульптуру Dar nebes a země (Дар небес и земли) в Галерее Модерн в Праге. После этого он, вернувшись в своё ателье в Академии, попытался застрелиться, и вследствие ранения скончался 2 мая. Этот поступок был вызван длительной болезнью скульптора (сифилис), и вызываемыми ею нестерпимыми болями. В память о Я. Штурсе (посмертно) ему была присуждён Гран При (Grand prix) на Всемирной выставке в Париже, а в 1926 была организована обширная ретроспективная выставка его работ в пражском Клементинуме.
Кроме женских ню начального периода (Z lázně (1903), Život uniká (1904), Puberta (1905), Melancholické děvče (1906), Я. Штурса является автором замечательных мемориальных монументов и скульптур, посвящённых памяти воинов, раненых и павших в сражениях Первой мировой войны (Pohřeb v Karpatech (1918), Raněný (1921)). Он также автор скульптурных портретов (бюстов) выдающихся деятелей чехословацкой политики, науки и культуры — Т. Масарика, Б. Немцовой, А. Йирасека, М. Швабинского, Б. Сметаны, Я. А. Коменского, Л. Яначека и других.

## Избранные работы
- Život uniká, 1904, гипс
- Puberta, 1905, бронза
- Před koupelí, 1906, мрамор
- Melancholické děvče, 1906, известняк
- Primavera, 1907, мрамор
- Eva, 1908—1909, бронза
- Koupání vlasů, 1908, мрамор
- Toileta, 1910, мрамор
- Ráno, 1910, бронза
- Sulamit Rahu, 1910—1911, бронза
- Humanita a Práce, 1911—1913, бронза
- Humanita a Práce, 1912—1913, гранит
- Humanita, 1912—1913, бронза
- Odpočívající tanečnice, 1913, бронза
- Práce, 1911—1913, бронза
- Pohřeb v Karpatech, 1918,
- Ikaros, 1919, бронза
- Raněný, 1920—1921, бронза
- Vítězství, 1921, бронза
- Podobizna Hany Kvapilové, 1918, мрамор
- Podobizna Maxe Švabinského, 1918, бронза
- Pomník Svatopluka Čecha, 1918—1924, бронза
- Podobizna Eduarda Vojana, 1919—1920, бронза
- Podobizna Boženy Němcové, 1924, бронза
- Podobizna Leoše Janáčka, 1919—1920, бронза
- Pomník Bedřicha Smetany, 1924, бронза , Литомышль

## Галерея
- Перед купанием
- Статуи на Главковом мосту, Прага
- Статуя витязя, Градец Кралове
- Памятник Ганы Квапиловой
- Погребённым в Карпатах (военный мемориал)
- Ева
- Музыкант-украинец
- Танцовщица
- Меланхоличная девочка
- Бюст молодой женщины
- За мольбертом
- Рисунок «ню»